# Арнонкур, Николаус
Николаус Арнонкур (нем. Nikolaus Harnoncourt, полное имя — Йоханн Николаус граф де ла Фонтен и д’Арнонкур-Унферцагт, нем. Johann Nicolaus Graf de la Fontaine und d'Harnoncourt-Unverzagt; 6 декабря 1929, Берлин — 5 марта 2016, Санкт-Георген-им-Аттергау) — австрийский дирижёр и хормейстер, виолончелист, гамбист, музыкальный писатель

. Один из крупнейших представителей движения аутентичного исполнительства.

## Биография и творчество
Выходец из аристократической семьи: его мать, графиня Ладислая фон Меран (1899—1997) — правнучка эрцгерцога Австрийского Иоганна Баптиста. Рос в Граце, учился музыке в Вене. Был виолончелистом в Венском симфоническом оркестре (1952—1969). В 1953 году вместе с женой, скрипачкой Алисой (в девичестве Хоффельнер), создал ансамбль старинных инструментов (барочный оркестр) Concentus Musicus (публичная активность оркестра началась в 1957 году). Помимо руководства и дирижирования, играл в нём на барочной виолончели и виоле да гамба.
Участвовал как виолончелист в составе «Барочного ансамбля Леонхардта» (Leonhardt Baroque Ensemble) в записях баховских кантат № 54 и 170 в аутентичной манере, сделанных в 1954 году под руководством Г. Леонхардта.
Дебютировал как оперный дирижёр в миланском театре Ла Скала («Возвращение Улисса на родину» Монтеверди, 1970).
В 1970—1990 годах совместно с Леонхардтом записал все баховские церковные кантаты. Работал также с другими европейскими оркестрами, включая Консертгебау.
Автор музыковедческих публикаций (русские переводы собраны в книге «Мои современники Бах, Моцарт, Монтеверди», М., 2005).
Жена — скрипачка Алиса Арнонкур (1930—2022). Дочь — флейтистка и оперная певица Элизабет фон Магнус.

## Репертуар
В его репертуаре Монтеверди, Пёрселл, Вивальди, Бах, Гендель, Рамо, Гайдн, Вольфганг Амадей Моцарт, Леопольд Моцарт, Бетховен, Шуберт, Шуман, Вагнер, Верди, Оффенбах, Брамс, Дворжак, Брукнер, Берг, Барток, Мендельсон, Сальери.

## Признание
Премия Роберта Шумана (1997), Премия Грэмми (2001), Премия Киото (2005), Лейпцигская Баховская медаль (2007). Почетный доктор зальцбургского Моцартеума (2008).
По результатам опроса, проведённого в ноябре 2010 года британским журналом о классической музыке BBC Music Magazine среди ста дирижёров из разных стран, среди которых такие музыканты, как Колин Дэвис (Великобритания), Валерий Гергиев (Россия), Густаво Дудамель (Венесуэла), Марис Янсонс (Латвия), Арнонкур занял пятое место в списке из двадцати наиболее выдающихся дирижёров всех времён. Введён в Зал славы журнала Gramophone.
Сыграл роль князя Леопольда Ангальтского в фильме Штрауба «Хроника Анны Магдалены Бах» (1967).

## Музыкальные записи
1. Николаус Арнонкур, Франс Брюгген, Леопольд Стастны, Герберт Такези. И.С. Бах "Gamba Sonatas — Trio Sonata in G major". Использован клавесин - реплика клавесина от итальянских мастеров от Мартина Сковронека. Лейбл: Telefunken.
2. Николаус Арнонкур, Густав Леонхардт, Леонхардт-Консорт (оркестр), Concentus musicus Wien (оркестр), Алан Кертис, Аннеке Уттенбош, Герберт Такези. И.С. Бах "Harpsichord Concertos BWV 1052, 1057, 1064". Скрипка, континуо, клавесин. Лейбл: Teldec.
3. Николаус Арнонкур, Камерный оркестр Европы. Франц Шуберт "Симфонии". Лейбл: Ica Classics.
4. Николаус Арнонкур, Рудольф Бухбиндер (фортепиано). В.А. Моцарт "Piano concertos No. 23&25". Использована реплика рояля Вальтера от Пола Макналти. Лейбл: Sony.
5. Николаус Арнонкур, Камерный оркестр Европы, Пьер-Лоран Эмар (рояль). Людвиг ван Бетховен "Piano Concertos Nos. 1-5". Записано на современном рояле. Лейбл: Teldec Classics.
6. Николаус Арнонкур, Камерный оркестр Европы, Гидон Кремер (скрипка), Марта Аргерих (рояль). Роберт Шуманн "Piano Concerto and Violin Concerto". Записано на современном рояле. Лейбл: Teldec Classics

## Литературные сочинения
- Musik als Klangrede: Wege zu einem neuen Musikverständnis. Salzburg, 1982; рус. перевод: Музыка языком звуков. Путь к новому пониманию музыки. Спб., 2002.
- Der musikalische Dialog. Gedanken zu Monteverdi, Bach u. Mozart. Salzburg: Residenz, 1984. ISBN 3-7017-0372-8; англ. перевод: The musical dialogue: thoughts on Monteverdi, Bach, and Mozart. Portland, Amadeus Press, 1997. ISBN 1-57467-023-9; рус. перевод: Мои современники: Бах, Моцарт, Монтеверди / перевод с нем. С. В. Грохотова. М., 2014.
- (соавтор Reinhard Pauly). Baroque music today: Music as speech. Portland: Amadeus Press, 1988. ISBN 978-0-931340-91-8.
- Die Macht der Musik: Zwei Reden. Salzburg: Residenz Verlag, 1993. ISBN 978-3-7017-0827-7.